# Mesochorus dilobatus
Mesochorus dilobatus är en stekelart som beskrevs av Schwenke 1999. Mesochorus dilobatus ingår i släktet Mesochorus och familjen brokparasitsteklar. Inga underarter finns listade i Catalogue of Life.